# Dünya (journal)
Dünya est le premier journal économique de Turquie .

## Histoire
Le journal Dünya (monde) a commencé sa publication le 1er mars 1952 en tant que quotidien politique. Son fondateur et rédacteur en chef était Falih Rıfkı Atay .
Falih Rıfkı Atay était un ami proche et rédacteur en chef d'Atatürk, le fondateur de la République de Turquie. Dans ses colonnes, il défend les révolutions et l'occidentalisation d'Atatürk et soutient la guerre d'indépendance turque. C'est pour cette raison que le journal Dünya, qu'il a fondé, avait une ligne éditoriale opposée au Parti démocrate, alors au pouvoir. Le journal a majoritairement soutenu le CHP .
Après la mort de Falih Rıfkı Atay en 1971, le journal Dünya était dirigé par Bedii Faik Akın, un autre chroniqueur du même journal. Plus tard, en 1979, en raison de problèmes financiers, le journal Hürriyet fut vendu au groupe de médias ,.
En 1981, le journal Dünya a été transformé en une identité complètement différente par Nezih Demirkent, qui a quitté le poste de rédacteur en chef du journal Hürriyet. Dünya, qui était jusque-là un quotidien politique, est devenu après cette date un journal économique . La transition de l'économie turque de la politique keynésienne au système libéral par le Premier ministre Turgut Özal avec les décisions du 24 janvier 1980 a également eu un impact sur cette transformation . Durant cette période, l'économie devient prioritaire dans tous les domaines et la reprise de la vie économique touche également la presse. Parce que cette transformation économique devait être facilement comprise par la société. Par conséquent, pour répondre à ce besoin de la population, le nombre de journaux et de magazines axés sur l'actualité et l'information économiques a augmenté dans la presse turque, tandis que les quotidiens ont commencé à consacrer des pages spéciales à l'économie ,,,.
Le 21 novembre 2022, un groupe d'employés du journal Dünya est parti et a fondé le journal économique intitulé ''Nasıl Bir Ekonomi (Quel genre d'économie)'' ,,.